# Hollywood Hank

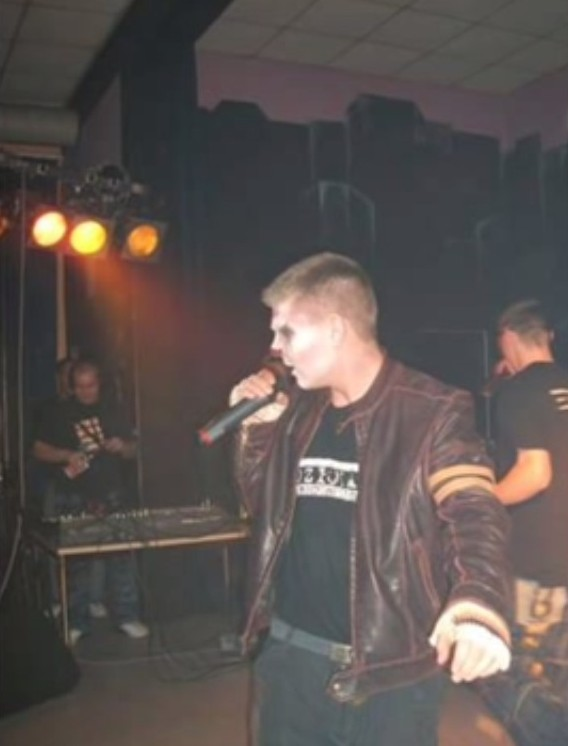
Hollywood Hank bei einem Live-Auftritt, 2007

Hollywood Hank (* 16. September 1985 in Berlin; † 3. Dezember 2023 in Segovia, Spanien; bürgerlich Sven Pingel) war ein deutscher Rapper und Hip-Hop-Produzent.

## Pseudonyme
- Hollywoodsfinest Ted Bundy (angelehnt an den US-amerikanischen Serienmörder Theodore „Ted“ Bundy)
- Faulty Brain, Testosteron, Mr. Love, Dr. Frost, zuletzt Dr. Hollywood (seine Pseudonyme in der Zeit der Reimliga Battle Arena)
- Bak Ta Ehli

## Leben
Pingel wuchs zusammen mit zwei Schwestern im Berliner Bezirk Prenzlauer Berg bei seinen Eltern auf. Sein genaues Geburtsdatum ist nicht bekannt; älteren Forenbeiträgen sowie der Demoaufnahme vom Lied Discovery Channel zufolge soll er am 16. September 1985 geboren worden sein. Laut eigenen Angaben hatte Pingel eine glückliche Kindheit. Mit zwölf Jahren zog er nach Oderwitz, wo er das erste Mal mit Hip-Hop in Kontakt kam. Inspiriert durch Rapper wie Samy Deluxe, Absolute Beginner und Torch nahm er mit Freunden unter dem Namen Fat Flash an verschiedenen Freestyle-Battles teil. Mit 13 Jahren nahm Pingel zusammen mit einer Freundin erste Lieder auf; die Musik produzierte er selbst mit dem Musikprogramm Magix Music Maker. Währenddessen litt er an Depressionen. Mit etwa 15 Jahren begann er, Drogen zu nehmen und machte wegen Folgeerscheinungen ein halbes Jahr Therapie.
Im Jahre 2003 gründete er mit Johnny Flexxx das Projekt Alzheimer. Noch im selben Jahr veröffentlichte die Gruppe das Album Nur ein Versuch, das zuerst nur im Bekanntenkreis weitergegeben und drei Jahre später vom ostdeutschen Independent-Label Rapz-Records neu herausgebracht wurde.
Durch seine Teilnahme an der Reimliga Battle Arena wurde Rapz-Records auf ihn aufmerksam und nahm ihn 2006 unter Vertrag. Im selben Jahr erschien sein Debütalbum Soziopath. Als Features waren auf dem Album JAW, Dissziplin, Porta One, Rikz, Donjohn, Kitty Koffein, Persteasy, Crusoe und Dima Richman vertreten. Nachdem sich Pingel 2009 von Rapz-Records getrennt hatte, erwarb das Independent-Label Selfmade Records 2011 die Rechte für Soziopath.
Nach seinem ersten Soloalbum trat Pingel zunächst kaum mehr in Erscheinung, abgesehen von der Veröffentlichung einiger Freetracks auf der Internetseite rappers.in und Gastauftritten auf verschiedenen JAW-Veröffentlichungen. Nach einem Gastauftritt auf dem Album Anarcho des Essener Rappers Favorite veröffentlichten die beiden 2008 ein Kollabo-Mixtape namens Schläge für Hip Hop, welches nur im Selfmade-Records-Shop erhältlich war und in einer limitierten Auflage veröffentlicht wurde. Das Tape war bereits zwei Wochen vor der offiziellen Veröffentlichung ausverkauft. Als Features waren die 257ers und JAW vertreten. Aufgrund positiver Resonanz gingen beide Rapper daraufhin auf die Auf die kranke-Tour, die insgesamt zwölf Städte umfasste.
Im Jahr 2009 endete seine Vertragslaufzeit bei Rapz-Records. Im selben Jahr erschien als zweite Veröffentlichung des neu gegründeten Freiburger Labels Weiße Scheiße die EP Menschenfeind in Zusammenarbeit mit seinem langjährigen Freund JAW. Als Features waren Adolph Ghandi, Rahzkroneprinz, Private Paul, Mach One, Plasti und Favorite vertreten. Das Hip-Hop-Magazin Juice erklärte Menschenfeind im Juli 2009 in ihrer Rubrik Homegrown zum „Kollabo-Album des Monats“.
Kurz darauf hörte Pingel mit dem Musikmachen auf. Im März 2012 meldete Selfmade Records, dass der Rapper sich im Gefängnis befinde.
Im September 2014 veröffentlichte Pingel unter dem neuen Pseudonym Bak Ta Ehli neue Tracks. Eine Woche später verschwand er wieder aus der Öffentlichkeit.
Am 25. Dezember 2021 wurde auf dem YouTube-Kanal von Rapz-Records ein Video veröffentlicht, in dem angegeben wird, dass Pingel seit einiger Zeit in einer Einrichtung für betreutes Wohnen in Berlin lebe und zuletzt Alkohol- und Drogenprobleme gehabt habe. Am 3. Dezember 2023 starb Pingel in Segovia, Spanien, unter ungeklärten Umständen.

## Stil
Hollywood Hank ist besonders durch seine Punchlines, rohe Musik, Doubletime-Raptechnik und abwechslungsreiche Stimme bekannt. Die Texte des Rappers können dem Genre des Battle-Raps zugeordnet werden. Hank gab sich selbst gewalttätig bis psychisch gestört. Er beschrieb seinen Drogenkonsum, sexuelle Vorlieben wie z. B. Sodomie oder Nekrophilie, Gottlosigkeit und eine sexistische und gewaltverherrlichende Haltung. Der Hip-Hop-Musiker verarbeitete diese nonkonformistischen Themen in Anspielungen und Wortspielen, sogenannte Punchlines. Außerdem spielte der Rapper auf den Nationalsozialismus an, was an Versen wie „Gott hat mich geschickt, denn Hitler war zu freundlich“, „Bitch was los, ich bin Hitlers Sohn“ und „Ich bin Hitler, du Bauer“ oder „Du solltest besser Land gewinnen wie die NSDAP“ deutlich wird. Häufige Feindbilder in seinen Texten sind deutsche Rapper und deutscher Rap im Allgemeinen.
Unter dem Namen Bak Ta Ehli bezeichnete sich der Künstler als Friedensaktivist und rief in seinen Texten sowie in Foren und sozialen Netzwerken zum Kampf gegen Faschismus, Sexismus und Rechtsradikalismus auf.

## Reimliga Battle Arena
Pingel war auch in der Reimliga Battle Arena (kurz RBA) unter dem Namen Dr. Hollywood bekannt und ist auf Platz 10 der besten Battles (gegen KiaR) aller Zeiten. Er spielte in der Liga MCs Advanced und besitzt eine Gesamtpunktzahl von 678 Punkten.

## Diskografie
Soloalben
| Titel     | Veröffentlichung                                        | Kommentar                                                                           | Cover |
| --------- | ------------------------------------------------------- | ----------------------------------------------------------------------------------- | ----- |
| Soziopath | Erstveröffentlichung: 2006 Wiederveröffentlichung: 2011 | Erstveröffentlichung über Rapz-Records Wiederveröffentlichung über Selfmade Records |       |

Kollaboalben
| Titel               | Veröffentlichung                                        | Kommentar                                      | Cover |
| ------------------- | ------------------------------------------------------- | ---------------------------------------------- | ----- |
| Nur ein Versuch     | Erstveröffentlichung: 2003 Wiederveröffentlichung: 2006 | als Projekt Alzheimer; Album mit Johnny Flexxx |       |
| Schläge für Hip Hop | Erstveröffentlichung: 2008 Wiederveröffentlichung: 2012 | Mixtape mit Favorite                           |       |
| Menschenfeind       | 2009                                                    | Album mit JAW                                  |       |

Veröffentlichungen als Bak Ta Ehli
- 2014: True Lies
- 2014: Die Welle
- 2014: I Am Johnny
- 2014: Image Oder Imagine 3000
- 2014: Was wäre wenn
- 2014: Fluch der Karibik
- 2014: Me Against The World
- 2014: History X 8000 Bars